# شلمرود
شَلَمرود نام یک دهکدهٔ خیالی در آثار منوچهر احترامی است.

## آلبوم شلمرود
شلمرود نام یکی از آلبوم‌های موسیقی عبدی بهروانفر است. این نام با توجه به نام شلمرود در آثار منوچهر احترامی روی آلبوم گذاشته شده است.